# Euphorbia distans
Euphorbia distans là một loài thực vật có hoa trong họ Đại kích. Loài này được W.Fitzg. mô tả khoa học đầu tiên năm 1918.